# Ulrich Stückle
Ulrich Stückle (* 28. März 1939 in Stuttgart) ist ein deutscher Politiker (CDU). Er war Landrat des Landkreises Schwäbisch Hall.

## Leben
Nach dem Abitur 1958 in Esslingen studierte Stückle von 1958 bis 1963 Rechtswissenschaften in Tübingen und München. Seit 1958 ist er Mitglied der Studentenverbindung Tübinger Königsgesellschaft Roigel. Von 1974 bis 1987 war er Erster Landesbeamter des Ostalbkreises. Er war von 1988 bis 2003 Landrat des Landkreises Schwäbisch Hall. Er ist Mitglied der CDU.